# Anodonthyla boulengerii
Anodonthyla boulengerii és una espècie de granota de la família Microhylidae que viu a Madagascar.